# マディソンビル (ケンタッキー州)
マディソンビル（英: Madisonville）は、アメリカ合衆国ケンタッキー州西部ホプキンス郡にある第3等級都市であり、同郡の郡庁所在地でもある。ケンタッキー州西部炭田地帯のペニーライル・パークウェイ沿いに位置している。2010年国勢調査での人口は19,591 人だった。マディソンビル市は地域の商業中心であり、また市内にマディソンビル・コミュニティカレッジがある。

## 歴史
マディソンビルは1807年に設立され、町の名は当時のアメリカ合衆国国務長官ジェームズ・マディソンから名付けられた。1808年にはホプキンス郡の郡庁所在地に指定され、1810年には正式に法人化された。
ホプキンス郡とマディソンビルは、南北戦争のときに分裂した。北軍支持者達は、ジェイムズ・シャックルフォードが地元で徴募した連隊に加入した。アル・ファウラーが南軍兵士を集めた。マディソンビルにある郡庁舎は、1864年12月17日にハイラン・B・ライアンが指揮する南軍がケンタッキー州西部を通過するときに、その部隊によって焼かれた。地域を占領した北軍によって課された政策のために、住民に不満が募り、南軍側に走る者も現れた。
19世紀の大半では農業がホプキンス郡の主要な生業であり、中でもタバコが主産品だった。1837年頃、石炭の鉱脈が発見され、郡内初の炭鉱が1869年に開設された。鉱業が主要産業になったのは、ルイビル・アンド・ナッシュビル鉄道が1870年にヘンダーソンからマディソンビルを通って、南のテネシー州ナッシュビルまで伸びてからだった。1900年代初期までに、マディソンビルは鉄道の中継点となり、炭田地帯の中心、かつ巨大なタバコ市場となっていた。この状況は1960年代まで続いたが、その頃から製造業とサービス業が地域に入ってくるようになった。
2005年11月15日、竜巻が市を襲い、損傷を与えた。午後3時頃に発生した。マディソンビル・カントリークラブ近くの地区が大きな被害を受けた。元ボストン・セルティックスのスター選手フランク・ラムジーの家屋など住民の家屋が破壊された。カレン・コニンガム市長は市内の一部で夜間外出禁止令を発し、非常事態を宣言した。
2009年1月、厳しい氷雨がマディソンビルを襲った。ホプキンス郡も州内の他の部分も影響を受けた。市民の安全のために、マディソンビルでは夜間外出禁止令が布かれた。この嵐で広い範囲で停電し、家屋や樹木に被害が出た。多くの住人が電力も無いままに数週間を過ごし、また折れた枝の除去には数か月を要した。州外の電力会社が町の電力供給を回復させるために地域の電力会社を支援した。

## 地理
マディソンビル市は北緯37度19分58秒 西経87度30分8秒 / 北緯37.33278度 西経87.50222度 (37.332660, -87.502190)に位置している。ルイビル市の南西約125マイル (200 km) にある。
アメリカ合衆国国勢調査局に拠れば、市域全面積は18.5平方マイル (48 km2)であり、このうち陸地17.8平方マイル (46 km2)、水域は0.7平方マイル (1.8 km2)で水域率は3.94%である

## 気候
この地域の気候は暑く湿気た夏と、温暖から冷涼な冬が特徴である。ケッペンの気候区分では温暖湿潤気候（"Cfa"）に区分される。

## 人口動態
以下は2000年国勢調査による人口統計データである。
| 基礎データ - 人口: 19,307 人 - 世帯数: 8,077 世帯 - 家族数: 5,330 家族 - 人口密度: 418.8人/km2（1,085.0 人/mi2） - 住居数: 8,889 軒 - 住居密度: 192.8軒/km2（499.5 軒/mi2） 人種別人口構成 - 白人: 86.21% - アフリカン・アメリカン: 11.24% - ネイティブ・アメリカン: 0.18% - アジア人: 0.51% - 太平洋諸島系: 0.03% - その他の人種: 0.63% - 混血: 1.20% - ヒスパニック・ラテン系: 1.34% 年齢別人口構成 - 18歳未満: 23.9% - 18-24歳: 8.3% - 25-44歳: 27.4% - 45-64歳: 23.6% - 65歳以上: 16.8% - 年齢の中央値: 39歳 - 性比（女性100人あたり男性の人口） - 総人口: 85.9 - 18歳以上: 81.7 | 世帯と家族（対世帯数） - 18歳未満の子供がいる: 30.0% - 結婚・同居している夫婦: 48.8% - 未婚・離婚・死別女性が世帯主: 14.2% - 非家族世帯: 34..% - 単身世帯: 30.4% - 65歳以上の老人1人暮らし: 13.3% - 平均構成人数 - 世帯: 2.31人 - 家族: 2.87人 収入と家計 - 収入の中央値 - 世帯: 31,097米ドル - 家族: 38,688米ドル - 性別 - 男性: 32,064米ドル - 女性: 20,940米ドル - 人口1人あたり収入: 19,381米ドル - 貧困線以下 - 対人口: 16.4% - 対家族数: 13.0% - 18歳未満: 27.5% - 65歳以上: 7.8% |

## 経済
マディソンビルは重要な道路の近くにあることで、西部ケンタッキーでは製造業の中心になっている。工業生産が炭坑後の経済を再活性化させている。GE・アビエーション、ジェンマー、インターナショナル自動車部品グループ、アールストローム、ランド・オフロスト、カーハート・カッティング・イン・マディソンビル、近くのハンソン市にあるカーハートRCVディストリビューションなどが、地域で操業している。
1970年代、地域医療センターとトローバー・クリニックが、トローバー基金によって設立された。現在はバプテスト・ヘルスケア・システムが所有し、バプテスト・ヘルス・マディソンビルとして運営されており、ライフフライト、女性の健康センター、包括的癌センターなど大都市に典型的なサービスを提供する410床の病院となっている。
マディソンビル市は「ウェット市」である。ホプキンス郡は「ドライ」なので「モイスト郡」という位置づけにある。モイスト郡は州内に31郡ある。

## 市政府
マディソンビル市はホプキンス郡の郡庁所在地である。市政府はセンター通りの政府ビルやメインストリートのマディソンビル市役所など幾つかの建物を本拠にしている。

## 教育
マディソンビル市とホプキンス郡の大半はホプキンス郡教育学区の中にある。この学区では小学校8校、中学校4校、高校2校を運営している。
市内にはマディソンビル・コミュニティカレッジがある。2001年にマディソンビル工科カレッジを併合した。ケンタッキー州コミュニティ・工科カレッジ・システム16校の1つである。またマレー州立大学、リンゼイ・ウィルソン・カレッジ、ケンタッキー大学、ルイビル大学とも提携している。これら大学との提携があるので、通常の大学レベルにある多くの准学士や学士号を提供している。

## 交通
マディソンビルはペニーライル・パークウェイによって文字通り二分されている。南北に走るこの回廊は南のホプキンスビルの直ぐ南で州間高速道路24号線に接続しその先は東部に繋がる。またアメリカ国道41号線Aにも繋がっている。ペニーライル・パークウェイを北に進むとヘンダーソンに繋がる。ペニーライル・パークウェイのこの部分は新しい州間高速道路69号線回廊に取り込まれることになる。ウェスタン・ケンタッキー・パークウェイが市の南数マイルを走っている。この道路の西行きは州間高速道路24号線に、東行きは州間高速道路65号線を経由して、エリザベスタウンでブルーグラス・パークウェイに接続する。ウェスタン・ケンタッキー・パークウェイは州間高速道路65号線とも交わり南のボーリンググリーンからナッチャー・パークウェイに繋がる。鉄道ではCSXトランスポーテーション線とパデューカ・アンド・ルイビル鉄道もマディソンビルを通っている。
マディソンビル市民空港には長さ6,050フィート (1,844 m)、幅100フィート (30 m) の滑走路がある。

## 行事
マディソンビルとホプキンス郡では、景観のよいトレイル、穏やかな湖、うねりのある草原と深い森など屋外レクリエーション活動が最大限生かせるようになっている。市内にはおいしいレストラン、最新式の美術館とギャラリー、幅広い快適でもてなしのある宿泊設備が備わっている。
月ごとの行事は以下の通りである。
4月-
ショー & ゴー・カークラブ・クルーズ（10月までの第2土曜日）、
ウェスタン・ケンタッキー・スピードウェイ（10月まで開催）、 
ホワイトプレーンズ南北戦争祭、
デイブのスティッキー・ピッグ・クルーズ（10月までの第1金曜日）
5月-
マイン・レスキュー・セイフティ・デイズ、 
ドーソン・スプリング・ファンの週末
6月-
チェンバー・クラシック・ゴルフ・トーナメント、
金曜の夜ライブコンサート・シリーズ（8月までの第2金曜日）、
マディソンビル・オープン・ディスクゴルフ・トーナメント、
モートンズ・ギャップ炭田祭、
スプリング・ガーデン・ツアー、
ハイウェイ41号線ヤードセール、
ビッグ・ブルー 5K 競走 & ファンウォーク、
マディソンビル・マイナー野球（7月まで）
7月-
ドーソン・スプリング花火大会、
マディソンビル4日祭（独立記念日）、
ドーソン・スプリング・バーベキュー祭 & 5K 競走、 
ホプキンス郡祭
8月-
エリ・バロン・ゴルフ・トーナメント
9月- 
9/11 ヒーローズラン、 
マディソンビル・イズ・アン・アドベンチャー・レース、 
ゴスペル音楽イクストラバガンザ、
クライスト・ザ・キング・オールドファッションド・バーベキュー・ピクニック、
ハンソン・クルーズ-イン、フリーマーケット & バーベキュー・クック-オフ、 
ペニーライル・エリア・サイクリスト・チャレンジ
10月- 
BAJA ラン/ファンウォーク、
アーリントン・オクトーバーフェスト、 
マディソンビル・キダパルーザ子供祭、 
スタンレーのパンプキン・ホロー
11月-
ケンタッキー最大のベテランズデイ・パレード、 
ヒストリック・ハンソン & マディソンビル・ホリデイ・オープンハウス
12月-
クリスマス・パレード、 
リターン・トゥ・ベスレヘム、
クリスマス・アット・マンズ・スクール、
ヘンデルのメサイア、
ホリディ・ホーム・ツアー
行事関連の情報は、ホプキンス郡観光会議委員会のウェブサイトで入手できる。

## 著名な出身者
- ルビー・ラフーン、第43代ケンタッキー州知事（在任1931年–1935年）
- フランク・ラムジー、NBAバスケットボール選手、バスケットボール殿堂入り
- デメトリアス・ジョンソン、総合格闘家